# 阿曼多·费尔南德斯
阿曼多·费尔南德斯（西班牙語：Armando Fernández，1955年5月11日—），墨西哥、德国男子水球运动员。他曾代表墨西哥、西德参加1972年、1976年、1984年和1988年夏季奥林匹克运动会水球比赛，获得一枚铜牌。